# Теодор Морелль
Теодор Гільберт «Тео» Морелль (нім. Theodor Gilbert «Theo» Morell; 22 липня 1886,Трайс-Мюнценберг, Німеччина — 26 травня 1948, Тегернзе, американська зона окупації Німеччини) — особистий лікар Адольфа Гітлера в 1936-1945 роках. Кавалер Лицарського хреста Хреста Воєнних заслуг.

## Біографія
У 1906 році отримав в Гіссені атестат зрілості і потім вивчав медицину в Гіссені, Гайдельберзі, Греноблі, Парижі та Мюнхені, де в 1913 році захистив докторську дисертацію.
Протягом двох років перед Першою світовою війною працював лікарем на різних німецьких морських судах, побувавши на всіх океанах. Після початку війни пішов на фронт добровольцем. Після закінчення війни в 1918 році почав практику в Берліні як уролог і електротерапевт.
У 1920 році одружився з актрисою Йоганною «Гоні» Моллер.
У 1933 році вступив в НСДАП. У той же час відкрив практику на Курфюрстендамм. Серед його пацієнтів було багато видатних вчених і політиків, а також особистий фотограф Гітлера Генріх Гофман, який влаштував Мореллю в 1936 році аудієнцію у Гітлера в Берґгофі. Після того, як Морелль допоміг Гітлеру з проблемами шлунково-кишкового тракту, Гітлер призначив його своїм особистим лікарем. У документах Морелля Гітлер значився як «Пацієнт А».
Незабаром Морелль купив на острові Шваненвердер прибережну земельну ділянку площею понад 10 000 квадратних метрів, на якому перебувала вілла. Раніше ця ділянка належала єврейському торговцю, вимушеному продати його.
Методи лікування Морелля, в тому числі велика кількість ін'єкцій, примушували інших лікарів з оточення Гітлера ставитися до Морелля з крайньою підозрою. В останні роки життя Гітлера в його поганому самопочутті звинувачували саме Морелля, але згідно з дослідженнями Оттмара Каца, який написав біографію Морелля, фактів, які доводять це, знайти не вдалося.
У 1943 році Гітлер зробив Морелля професором і виділив йому дотацію в розмірі 100 000 рейхсмарок на промислове виробництво електронних мікроскопів, яке почалося в наступному році.
21 квітня 1945 року Морелль був несподівано замінений Гітлером на Вернера Гаазе і 23 квітня вилетів з Берліна, після чого провів деякий час в лікарні в Бад-Райхенгаллі. 17 липня він був заарештований американцями на головному вокзалі Мюнхена і підданий короткостроковому ув'язненню. Помер після тривалої хвороби в лікарні в Тегернзе.

## Нагороди[4]
- Залізний хрест 2-го класу
- Почесний хрест ветерана війни з мечами
- Золотий партійний знак НСДАП[4]
- Почесний знак Німецького Червоного Хреста 1-го ступеня
- Німецький Олімпійський знак 1-го класу
- Пам'ятна військова медаль (Угорщина)
- Пам'ятна військова медаль (Австрія)
- Медаль за участь у Європейській війні (1915—1918) (Болгарія)
- Медаль «У пам'ять 13 березня 1938 року»
- Медаль «У пам'ять 1 жовтня 1938» із застібкою «Празький град»
- Медаль «У пам'ять 22 березня 1939 року»
- Хрест Воєнних заслуг 2-го і 1-го класу
- Лицарський хрест Хреста Воєнних заслуг (24 лютого 1944)
- Великий хрест ордена «Святий Олександр» (Болгарія) (8 червня 1944)